# George Gregan
George Musarurwa Gregan (* 19. dubna 1973 Lusaka) je bývalý australský ragbista, který hrál na pozici mlýnové spojky. V roce 2013 byl jmenován do Světové síně slávy ragby. V roce 2009 byl tvolen do Australské sportovní síně slávy a v roce 2004 obdržel Řád Austrálie. Za Austrálii odehrál 139 zápasů (59 zápasů jako kapitán) a připsal si 99 bodů. Na MS 1999 se stal mistrem světa a na MS 2003 skončil se svou reprezentací jako poražený finalista. V roce 2000 a 2001 vyhrál Tri Nations. 
Na klubové úrovni dokázal s klubem ACT Brumbies vyhrál dvakrát Super 12 (2001, 2004), druhou nejvyšší francouzskou ligu s Toulon (2008) a japonskou ligu se Suntory Sungoliath (2011).
Narodil se matce ze Zimbabwe a australskému otci v Zambii. Jako malý se s rodinou přestěhoval do Austrálie. Od roku 2004 má nadaci, co pomáhat stavět nemocnice a bojovat proti epilepsii. V roce 2012 byl asistentem kouče ACT Brumbies. Vlastní devět kaváren.

## Klubová kariéra
- 1996–2007 ACT Brumbies
- 2007–2008 Toulon
- 2008–2011 Suntory Sungoliath